# Jocheu

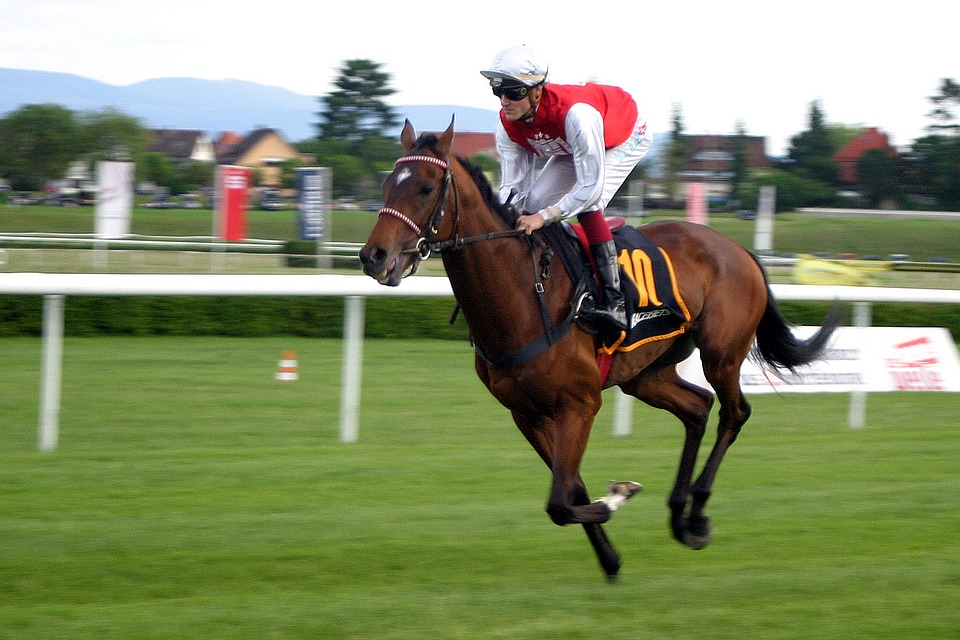

Jocheul reprezintă persoana specializată în conducerea cailor, fie în curse sau în timpul antrenamentelor, la alergări de tip galop și de obstacole. 

## Etimologie
Cuvântul jocheu provine din englezescul ,,jockey”, care la rândul său este un diminutiv pentru ,,jock” (echivalent al prenumelui John folosit în Scoția și Nordul Regatului Unit). În secolele XVI-XVII termenul era folosit cu sensul de vagabond, negustor de cai, surugiu, mistrel ambulant, făcând așadar referire cu precădere la trișorii vicleni ce străbăteau străzile acelor timpuri. De aici și sensul verbului ,,to jockey”, care în traducere liberă înseamnă ,,a face pe cineva (de bani)”, ,,a păcăli”. 
Abia în anul 1670, cuvântul jocheu a fost folosit pentru a desemna persoana care conduce/călărește un cal.

## Caracteristici fizice
Jocheul trebuie să fie suplu pentru a se putea încadra în limitările de greutate asignate calului său de către autoritățile de specialitate. De exemplu, Derbiul Kentucky are o limită de 57 kg, greutate care trebuie să cuprindă jocheul și echipamentul armăsarului. În general, greutate unui jocheu variază între 49 și 54 kg. În ceea ce privește înălțimea, nu sunt limitări, cu toate acestea, majoritatea jocheilor variază între 1.47 m și 1.68 m. 
De asemenea, după limita de greutate, trebuie luată în calcul abilitatea jocheului de a-și putea ține în frâu calul, a cărui greutate depășește 500 kg și poate ajunge la o viteză de 65 km/h. 

## Rol
Cel mai adesea jocheii lucrează pe cont propriu, fiind aleși să participe în diferite curse de către antrenorii cailor participanți, în schimbul unei anumite taxe și un anumit procentaj din presupusele viitoare câștiguri.
Jocheii își încep cariera de foarte tineri, familiarizându-se în arta echitației drept ucenici alături de antrenori, urmând să debuteze drept jochei începători. În mod normal, este necesar ca jocheii juniori să aibă un cumul de 20 de curse cu obstacole trecute cu brio pentru a putea participa într-o cursă. După aproximativ 4 ani de juniorat, ucenicii devin jochei seniori. În final, toți jocheii au nevoie de o licențiere și li se interzice să parieze la cursele de cai.

## Vestimentație
În ceea ce privește vestimentația, este important de reținut că, în timpul unei curse, culorile purtate de jocheu reprezintă culorile înregistrate ale angajatorului său. Practica vestimentației de diferite culori datează cel mai probabil din epoca medievală, pe când aveau loc turnire între cavaleri. Se consideră a fi o sursă de inspirație și cursele ținute în Italia încă din Evul Mediu, curse ce uimesc și astăzi prin spectacolul de culori oferit și frenetism. 

## Factori de risc
Jocheii se confruntă permanent cu pericolul incontestabil de a se accidenta și chiar de a-și pierde viața. Printre posibilele pericole se numără contuziile, fracturile osoase, artrita, paralizia, loviturile, etc. Tulburările în alimentație (precum anorexia) și deshidratarea sunt și ele foarte comune în rândul jocheilor din cauza limitărilor de greutate destul de neobișnuite și foarte scăzute mai ales pentru bărbați.

## Premii
Deși sunt organizate în toată lumea, iată câteva dintre cele mai importante curse de cai: 
Cupa Melbourne, inaugurată în anul 1981, reprezintă cea mai importantă cursă de cai pur-sânge și pune în joc premii în valoare de aproximativ 6 milioane de dolari australieni.
Derbi-ul Kentucky are loc în Louisville, la Churchill Downs, fiind prima cursă dintre cele trei din cadrul seriilor Triple Crown. Pentru localnici este un eveniment special, pe care îl sărbătoresc timp de o săptămână prin parade, petreceri și focuri de artificii.
The Royal Ascot este un eveniment important pentru casele înstărite ale Angliei, fiind caracterizat de stil, eleganță și bogăție. Rochiile elegante, fracurile completate de jobene sunt elementele esențiale și reprezintă un cod vestimentar strict în rândurile participanților. Premiile oferite se ridică la suma de trei milioane lire sterline.
The Grand National, inaugurată în anul 1839 în Aintree, Anglia, uimește spectatorii prin unicitatea și dificultatea la care sunt încercați participanții care trebuie să depășească 30 de obstacole înainte de începerea propriu-zisă a cursei.
The Preakness reprezintă cea de-a doua parte a competiției Triple Crown Series și se desfășoară în Baltimore, Maryland. De asemenea, după eveniment au loc și alte activități precum un concurs de frumusețe, o competiție tematică de artă, dar și petreceri și picnicuri de amploare.

## Legături externe
- ,,Istoria sportului românesc: echitație (călărie)", https://www.agerpres.ro/documentare/2018/04/13/istoria-sportului-romanesc-echitatie-calarie--89962 Arhivat în 30 octombrie 2018, la Wayback Machine., 10/29/2018
- ,,Sporturi ecvestre", https://ro.wikipedia.org/wiki/Sporturi_ecvestre#Structura_sportului, 10/29/2018
- ,,Cei mai buni jochei din lume", https://www.casinoinside.ro/cei-mai-buni-jochei-din-lume-1/, 10/29/2018
- https://en.wikipedia.org/wiki/Jockey, 10/29/2018
- https://www.casinoinside.ro/top-5-cele-mai-importante-curse-de-cai/, 10/29/2018
- http://www.archeus.ro/lingvistica/CautareDex?query=jocheu, 10/29/2018